# Antonio Ansola Arrieta
Antonio Ansola Arrieta (Elgoibar, Guipúscoa, 17 de gener de 1931 - 2 de desembre de 2013) fou un futbolista professional basc de la dècada de 1950 que jugava com a defensa. Va jugar a Primera Divisió amb la Reial Societat i amb l'Elx CF.

## Clubs
| Club                    | Anys        |
| ----------------------- | ----------- |
| SD Eibar                | 1953 - 1954 |
| Reial Societat          | 1954        |
| SD Eibar                | 1954 - 1955 |
| Real Sociedad de Fútbol | 1955 - 1961 |
| Elx CF                  | 1961 - 1962 |